# Amphia voeltzkowi
Amphia voeltzkowi là một loài bướm đêm trong họ Noctuidae.